# ヴィットリオ・ブランビラ
ヴィットリオ・ブランビラ（Vittorio Brambilla 、1937年11月11日 - 2001年5月26日）は、イタリア出身の元レーシングドライバーであり、元F1ドライバー。ヴィットリオ・ブランビッラなどと表記される場合もある。
その強面の容貌と荒々しい走りから、「モンツァゴリラ」の愛称で親しまれた。兄はオートバイレーサー、カーレーサーのエルネスト・ブランビラ。

## 特色
マシン性能差が縮まる雨のレースで好成績を残すことが多く「雨の魔術師」の異名を取った。F1参戦時代に唯一の優勝を果たした1975年オーストリアグランプリも雨天でのレースだった。
しかしマシンに恵まれなかったこともあり、通算では安定した成績を残せていない。

## 経歴

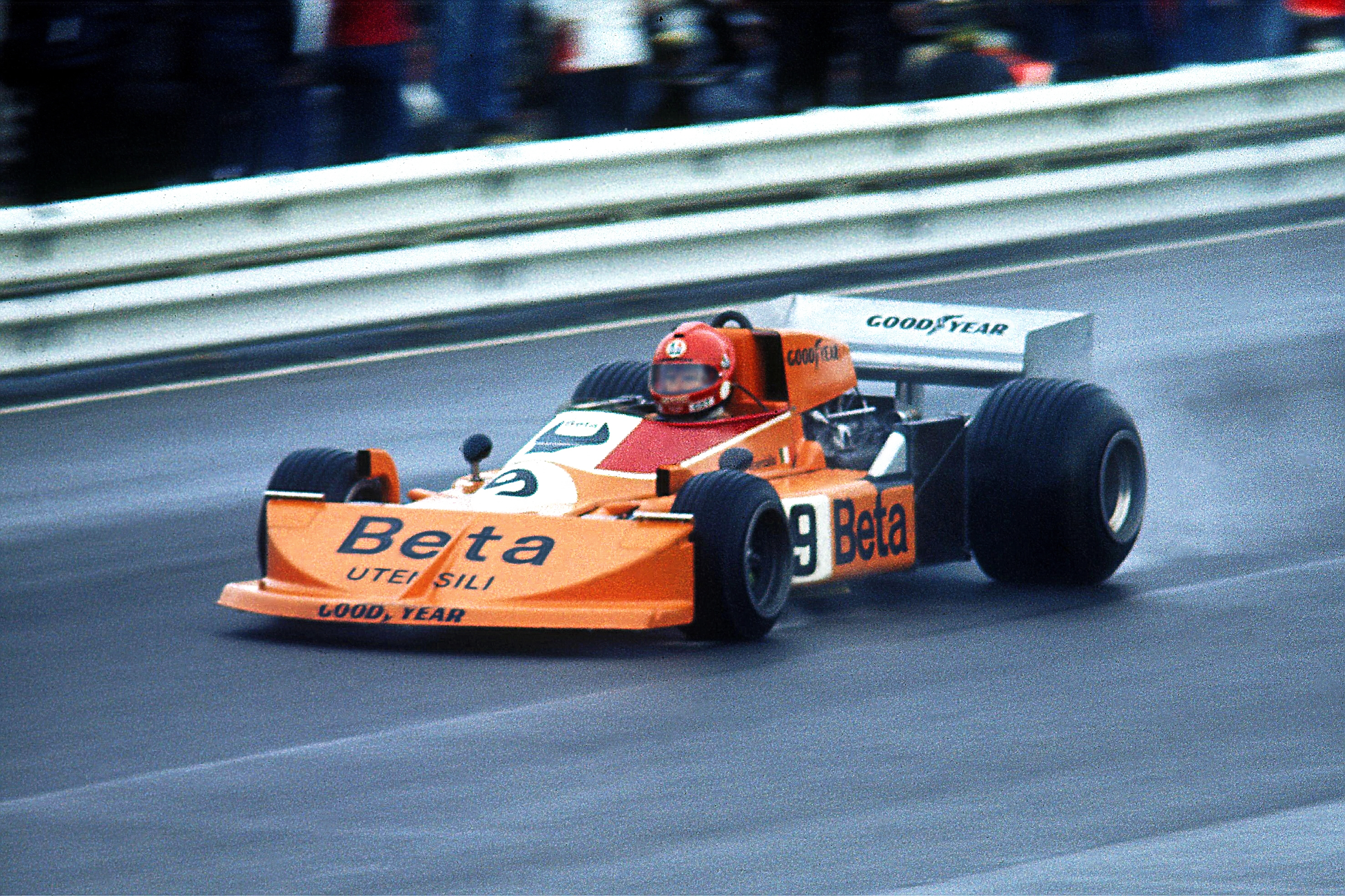
マーチ・761を駆るブランビラ（1976年ドイツグランプリにて。）

元々は2輪でレースキャリアを始め、イタリア国内の175ccクラスではチャンピオンを獲得。1969年に4輪に転向し、まずはイタリアF3に参戦を開始。翌1970年からは、平行してF2にも参戦するようになる。1972年には、イタリアF3でチャンピオンを獲得している。
1974年、第3戦南アフリカグランプリでマーチからF1デビュー。しかしマシンの性能が低く、入賞1回（6位）に終わった。
1975年もマーチからF1に参戦。シーズンを通せば苦しい戦いを強いられたが、スウェーデングランプリではポールポジションを獲得。そして豪雨によってレース周回数が大幅に短縮され中断となったオーストリアグランプリでは優勝。加えてファステストラップも記録した。
1976年もマーチからF1に参戦するが、やはりマシンは一級とは言い難く、入賞は1回（6位）。

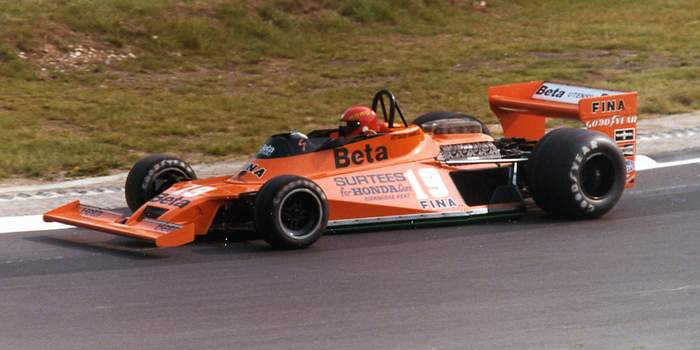
サーティース・TS20を駆るブランビラ
（写真は1978年イギリスGPにて。）

1977年と1978年はサーティースからの参戦となったものの、やはりマシンに恵まれない状況は変わらず、2年間で入賞は4回に留まった。加えて1978年イタリアグランプリでは、スタート直後の多重事故に巻き込まれ頭部を負傷。一時は意識不明の状態に陥った。幸運にもブランビラは回復したが、同じく事故に巻き込まれたロニー・ピーターソンが事故の翌日に亡くなっている。
回復後は、1979年・1980年とそれぞれ数戦にスポット参戦したに留まり、1980年をもってF1から去ることとなった。

## 死
引退後は静かに余生を過ごしていたが、2001年5月26日、自宅の庭で草刈中に心臓発作を起こして倒れ、そのまま亡くなった。63歳だった。

## エピソード
- 前述した初優勝時、喜びが過ぎた（ステアリングから両手を離してガッツポーズをしてしまう）為、ウイニングラン中にクラッシュをすると言う珍事も引き起こしている。ブランビラはノーズを破損したにもかかわらず、再びコースに戻ってからもガッツポーズをやめなかったといわれる。
- サーティース時代のあるレースの予選中にマシンをコースアウトさせた際に、コース脇にいたカメラマンを撥ねそうになったことがある。幸いカメラマンは無傷だったが、マシンはクラッシュしカメラマンが持っていたカメラバッグも壊してしまった。サーティースチームのスタッフたちはスペアカーを用意し、ブランビラが1つしかないシートを持って戻ってくるのを待ったが、ピットに現れたブランビラはシートではなく壊れたカメラバッグを持っていて、「修理してくれないか?」と当時サーティースチームのメカニックだった津川哲夫に求めたという[2]。
- 1980年代後半、イタリアグランプリでメディカルカーを操縦することになり、ブランビラは同乗したシド・ワトキンス博士に「どれくらいの速度で走れば良いか？」と訊いた。すると、ワトキンス博士は「どれくらいで走ってもらっても良い。但し、トップには立たないように」と答えた。

## F1での年度別成績
| 年     | 所属チーム                    | シャシー | 1       | 2       | 3       | 4       | 5       | 6       | 7       | 8       | 9       | 10      | 11      | 12      | 13      | 14      | 15      | 16      | 17    | WDC       | ポイント |
| ------ | ----------------------------- | -------- | ------- | ------- | ------- | ------- | ------- | ------- | ------- | ------- | ------- | ------- | ------- | ------- | ------- | ------- | ------- | ------- | ----- | --------- | -------- |
| 1974年 | ベータ・ツールズ (マーチ)     | 741      | ARG     | BRA     | RSA 10  | ESP DNS | BEL 9   | MON Ret | SWE 10  | NED 10  | FRA 11  | GBR Ret | GER 13  | AUT 6   | ITA Ret | CAN DNQ | USA Ret |         |       | 18位      | 1        |
| 1975年 | マーチ                        | 741      | ARG 9   | BRA Ret |         |         |         |         |         |         |         |         |         |         |         |         |         |         |       | 11位      | 6.5      |
| 1975年 | マーチ                        | 751      |         |         | RSA Ret | ESP 5‡  | MON Ret | BEL Ret | SWE Ret | NED Ret | FRA Ret | GBR 6   | GER Ret | AUT 1‡  | ITA Ret | USA 7   |         |         |       | 11位      | 6.5      |
| 1976年 | マーチ                        | 761      | BRA Ret | RSA 8   | USW Ret | ESP Ret | BEL Ret | MON Ret | SWE 10  | FRA Ret | GBR Ret | GER Ret | AUT Ret | NED 6   | ITA 7   | CAN 14  | USA Ret | JPN Ret |       | 19位      | 1        |
| 1977年 | サーティース                  | TS19     | ARG 7   | BRA Ret | RSA 7   | USW Ret | ESP Ret | MON 8   | BEL 4   | SWE Ret | FRA 13  | GBR 8   | GER 5   | AUT 15  | NED 12  | ITA Ret | USA 19  | CAN 6   | JPN 8 | 16位      | 6        |
| 1978年 | サーティース                  | TS19     | ARG 18  | BRA DNQ | RSA 12  | USW Ret |         |         |         |         |         |         |         |         |         |         |         |         |       | 19位      | 1        |
| 1978年 | サーティース                  | TS20     |         |         |         |         | MON DNQ | BEL 13  | ESP 7   | SWE Ret | FRA 17  | GBR 9   | GER Ret | AUT 6   | NED DSQ | ITA Ret | USA     | CAN     |       | 19位      | 1        |
| 1979年 | アウトデルタ (アルファロメオ) | 177      | ARG     | BRA     | RSA     | USW     | ESP     | BEL     | MON     | FRA     | GBR     | GER     | AUT     | NED     | ITA 12  |         |         |         |       | NC (30位) | 0        |
| 1979年 | アウトデルタ (アルファロメオ) | 179      |         |         |         |         |         |         |         |         |         |         |         |         |         | CAN Ret | USA DNQ |         |       | NC (30位) | 0        |
| 1980年 | アルファロメオ                | 179      | ARG     | BRA     | RSA     | USW     | BEL     | MON     | FRA     | GBR     | GER     | AUT     | NED Ret | ITA Ret | CAN     | USA     |         |         |       | NC (31位) | 0        |

- 太字はポールポジション、斜字はファステストラップ。(key)
- ‡ 印はハーフポイント。レース周回数が75%未満で終了したため、得点が半分となる。